# Alte Schwentine
Die Alte Schwentine ist ein Fluss in Holstein in Deutschland. Einzelne Abschnitte werden vor Ort auch Bornau, Depenau, Kührener Au, Postau und Mühlenau genannt.

## Verlauf

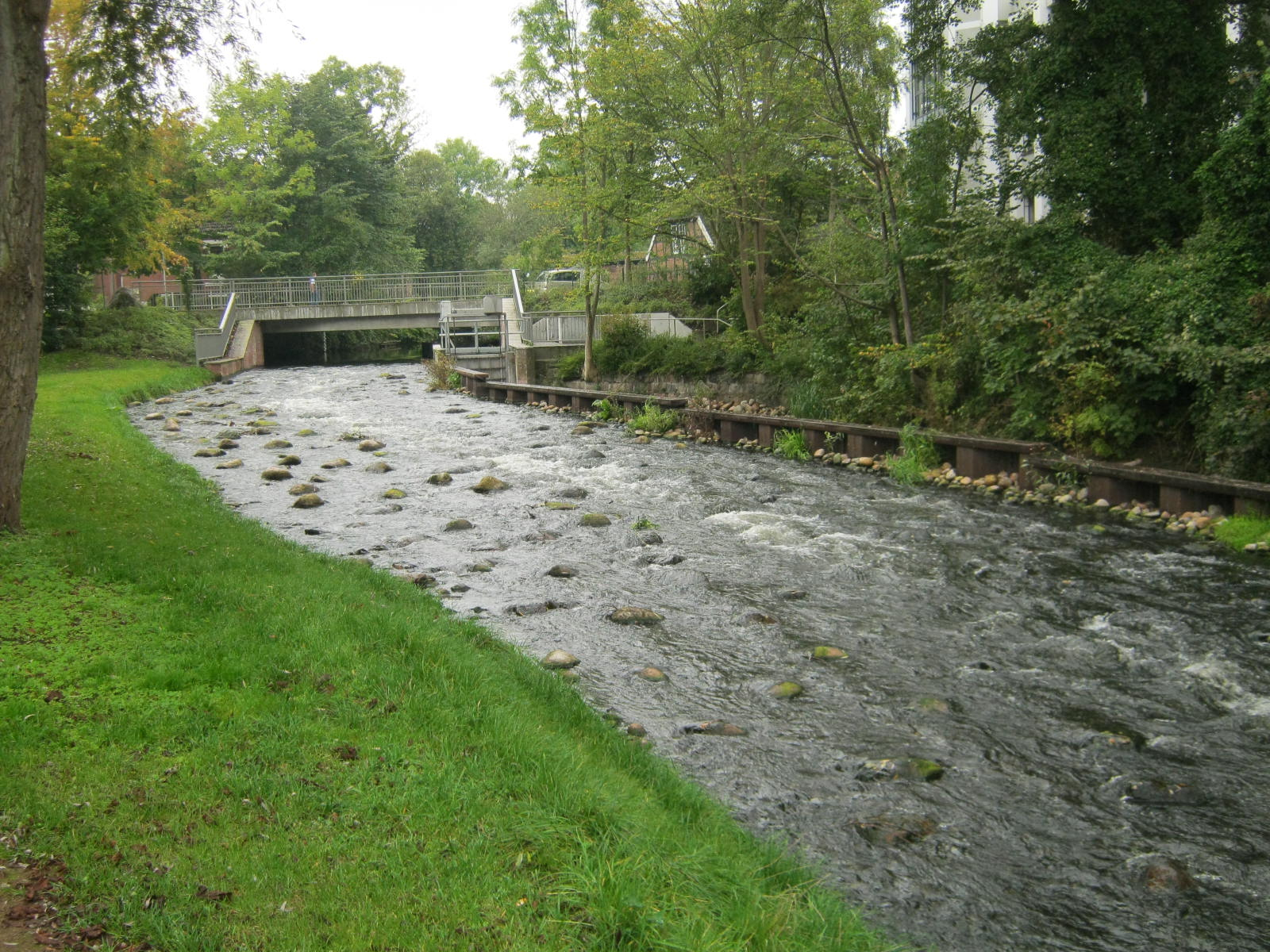
Alte Schwentine, hier Mühlenau oder Postau genannt, am ehemaligen Standort der Wassermühle des Klosters Preetz

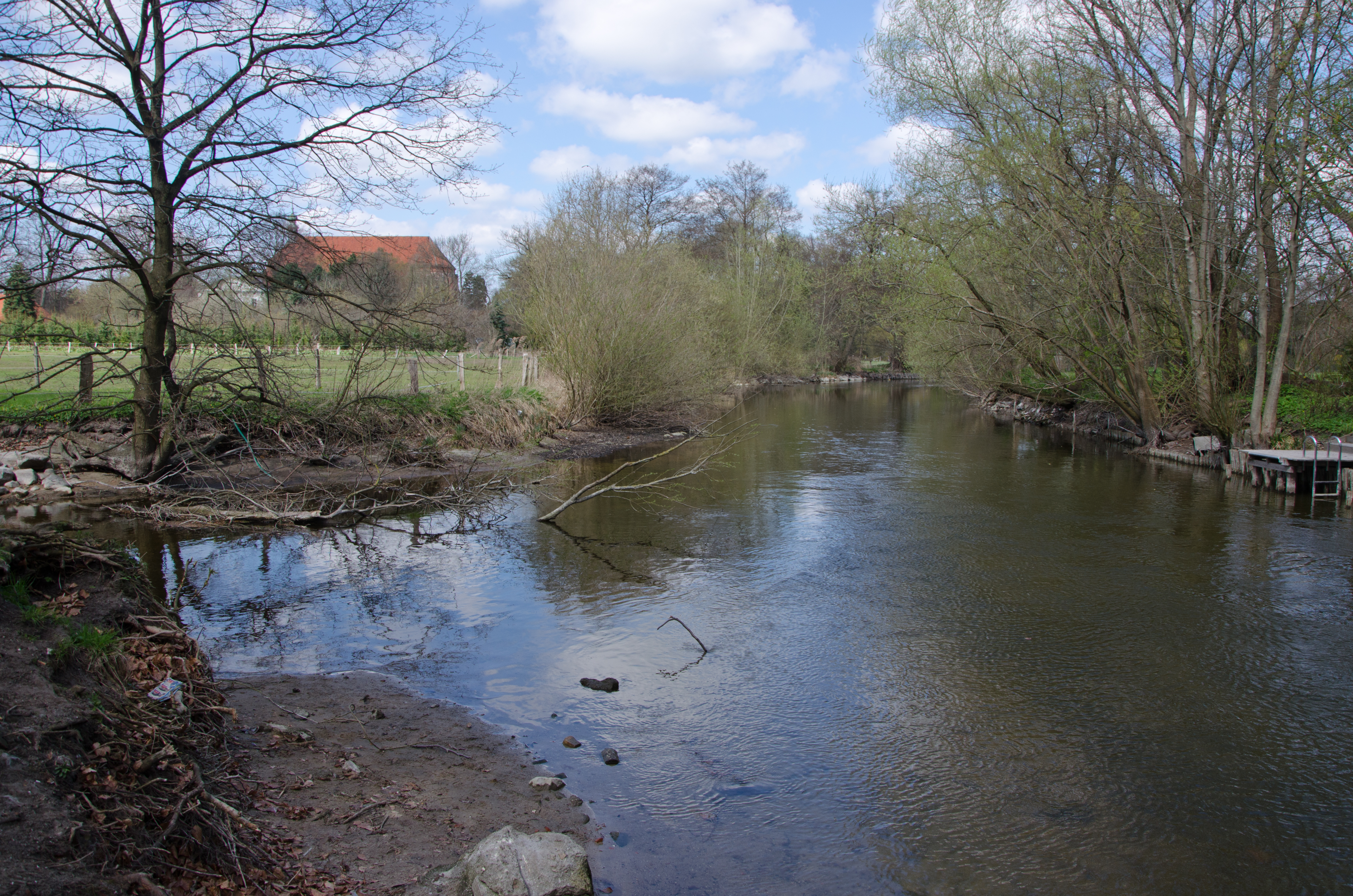
Einmündung der Alten Schwentine, von links kommend, in die Schwentine. Im Hintergrund links die Kirche des Klosters Preetz.

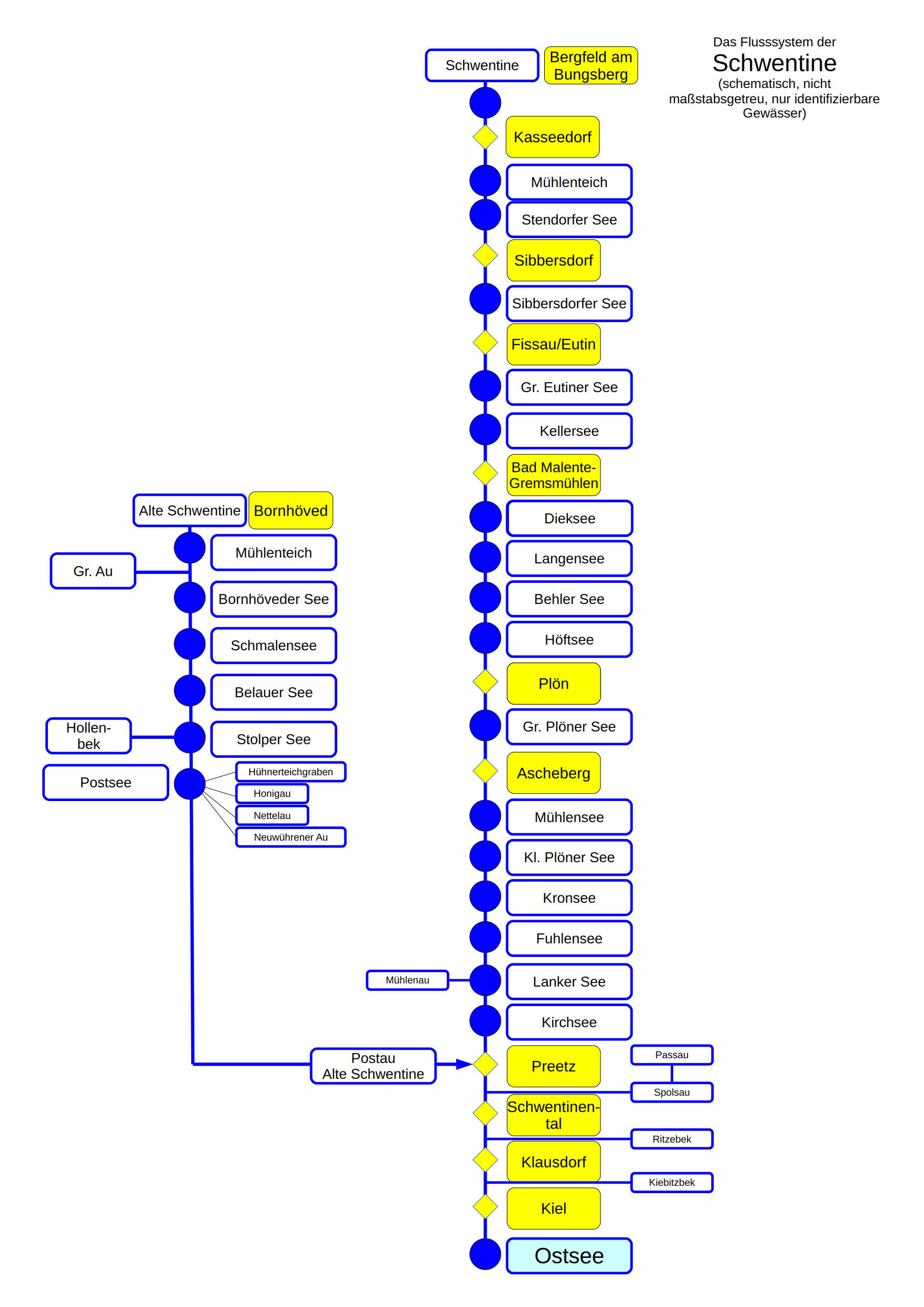
Flusssystem Alte Schwentine und Schwentine

Die Alte Schwentine entspringt einer Wiese am Grimmelsberg nahe Bornhöved. Nachdem sie einen Kilometer nordwestlich die kleine ‚Große Au’ sowie das Wasser des Bornhöveder Mühlenteichs in sich aufgenommen hat, begibt sie sich auf ihren Lauf durch die Bornhöveder Seenkette, namentlich den Bornhöveder See, nur 100 m nördlich davon den Schmalensee, den Belauer See, an dessen Nordufer sie die alte Wassermühle des Gutes Perdöl passiert. Hinter einem alten Bruchwald südlich des Gutes mündet sie in den Stolper See, den sie an seiner Nordspitze beim Ort Mühlenberg wieder verlässt. Hier auch als Depenau bzw. Kührener Au bekannt, mäandert sie etwa acht Kilometer nordwärts durch die Feldmark der Höfe Depenau und Kühren, bis sie in den Postsee tritt, aus dem sie an dessen Ostufer abfließt. So gestärkt begibt sie sich einen Kilometer durch die Stadt Preetz, wo man sie eher als Postau oder Mühlenau kennt (nach der einstigen Wassermühle des Klosters Preetz), und vereint sich mit der Schwentine, die am Bungsberg entspringt und in die Kieler Förde mündet.

## Namen
Die Belegung mit unterschiedlichen Namen ist dem Kartographen Caspar Danckwerth zuschulden, der 1652 in seiner Landesbeschreibung von Schleswig und Holstein die Teilstücke der ursprünglich echten Schwentine vom Sventanafeld als einzelne Auen mit den entsprechenden Namen auszeichnete. Dadurch rückte im allgemeinen Verständnis die Bungsberg-Schwentine zur Haupt-Schwentine auf.
Ein Abschnitt des Limes Saxoniae, den Karl der Große als Grenzwall zwischen Sachsen und Wenden angelegt hatte, verlief entlang der Seenkette der Alten Schwentine. Sie wurde später als Grenze zwischen den Landschaften Wagrien im Osten und Stormarn sowie dem eigentlichen Holstein im Westen gesehen.